# HD 26491
HD 26491，又名CP-64 305，SAO 248945、HR 1294，是一颗恒星，视星等为6.38，位于銀經276.89，銀緯-41.65，其B1900.0坐标为赤經4h 6m 16.1s，赤緯-64° -41.65′ 44″。